# Masacre de Kerala
La masacre de Kerala fue un incidente ocurrido el 20 de abril de 1979 descrito en la publicación estadounidense The Christian Science Monitor, basado en informes de Afganos en campos de refugiados paquistaníes. Según estas afirmaciones, los soldados y policías del entonces gobierno de Afganistán de ideología marxista (incluida la 444.ª Brigada de Comando y la 11.ª División del ejército afgano) condujeron hasta una aldea llamada Kerala en la provincia de Kunar, al este de Afganistán, y dispararon contra más de mil civiles desarmados. La agencia Associated Press tenía informes de 640 hombres presuntamente ejecutados en abril de 1979. Estas acusaciones fueron refutadas por los medios rusos de la época.

## Antecedentes
Kerala era una comunidad agrícola de unos 5.000 habitantes, a unas 19km. de la frontera con Pakistán. Gran parte de la provincia de Kunar había sido testigo de combates entre el personal del ejército de la República Democrática de Afganistán y los rebeldes escondidos cerca de las montañas desde la Revolución de Saur en 1978. El 19 de abril de 1979, el día antes del incidente, los rebeldes locales atacaron una guarnición del ejército en la cercana ciudad de Chaga Serai. Los rebeldes de Kerala habían estado acosando a la capital provincial, Asadabad, durante varias semanas, hasta el punto de que hubo que abandonar un proyecto hidroeléctrico de las Naciones Unidas en las proximidades. Casi al mismo tiempo, se produjo el motín de Herat en marzo de 1979 y la declaración de yihad o "guerra santa" por parte de los líderes rebeldes con base en Pakistán.
Alrededor de 200 soldados armados del gobierno y policías llegaron en tanques a la aldea el viernes 20 de abril. Se alegó que los oficiales apuntaron con sus fusiles Kalashnikov a los hombres y les dijeron que gritaran consignas pro comunistas. En cambio, los hombres gritaron Al·lahu-àkbar. Luego, supuestamente los agentes les ordenaron que se agacharan frente a los tanques, poco después empezaron a dispararles. Hubo afirmaciones de que después de matar a las víctimas, buldócers llegaron después y enterraron los cuerpos en una fosa común. Se ha sugerido que se trataba de una iniciativa local adoptada por las fuerzas gubernamentales con base en Kunar Según un testigo, "Había un rumor de que los rusos venían a llevarse a las mujeres en autobuses... Pero no había rusos"
Entre los muertos en los combates se encontraban Wazir Mohammad, un funcionario comunista local que era director de la escuela de niñas en la cercana Chigha Sarai, y Mohammad Yashteen, también un miembro acérrimo del partido comunista, que enseñaba en la escuela primaria local.
Las acusaciones fueron refutadas por los medios rusos. En particular, la agencia de prensa rusa TASS denunció informes publicados por varias publicaciones estadounidenses sobre las acusaciones, en particular Newsweek y el Christian Science Monitor. Nikolai Repin, un comentarista de Tass, acusó a los medios de comunicación occidentales de haber "superado todos los récords de propaganda antisoviética" al difundir lo que llamó "la monstruosa desinformación" sobre una masacre. Repin continuó:

Los autores de esta falsedad no se sienten en absoluto incómodos por el hecho de que ningún oficial soviético haya estado realmente en la aldea de Kerala, ni siquiera en toda la provincia de Kunar, donde está situada la aldea... Toda la historia de una "ejecución masiva" tampoco se corresponde con la realidad, es pura invención de principio a fin... Las mentiras son tan viles que ni siquiera valdría la pena responderlas si esta calumnia deliberada contra millones de personas no se hubiera difundido por todo el mundo... La falsedad que fue fabricada con su participación es un componente de la campaña maliciosa que la propaganda imperialista está librando contra la URSS y Afganistán.

En octubre de 2015, Sadeq Alamyar fue arrestado por la policía holandesa en Países Bajos bajo sospecha de crímenes de guerra, basándose en una denuncia penal presentada en 2008. Alamyar, que era comandante de la élite afgana del 444º Comando del Ejército, en aquel momento, fue acusado de ordenar los asesinatos y de haber disparado él mismo a las víctimas. Alamyar, miembro de la facción Khalq del Partido Democrático Popular de Afganistán, fue encarcelado en la década de 1980 durante el gobierno de la facción rival Parcham de Babrak Karmal antes de huir a los Países Bajos en busca de asilo. En diciembre de 2017, el caso en su contra fue abandonado por falta de pruebas.